# Liste der Mitglieder des Landtages (Freistaat Anhalt) (6. Wahlperiode)
Diese Liste gibt einen Überblick über alle Mitglieder des Landtages des Freistaates Anhalt in der 6. Wahlperiode (1932–1933). Die Wahl fand am 24. April 1932 statt, die Wahlbeteiligung betrug 89,88 %.

## Sitzverteilung
| Partei                                                 | Stimmenanteil in % | Sitze |
| ------------------------------------------------------ | ------------------ | ----- |
| Nationalsozialistische Deutsche Arbeiterpartei (NSDAP) | 40,88              | 15    |
| Sozialdemokratische Partei Deutschlands (SPD)          | 34,27              | 12    |
| Kommunistische Partei Deutschlands (KPD)               | 09,31              | 03    |
| Deutschnationale Volkspartei (DNVP) und Stahlhelm      | 05,85              | 02    |
| Deutsche Volkspartei (DVP)                             | 03,74              | 02    |
| Anhaltischer Haus- und Grundbesitz (AHB)               | 02,91              | 01    |
| Deutsche Staatspartei (DStP)                           | 01,47              | 01    |

## Abgeordnete
| Name                       | geb. | Partei | Anmerkungen            |
| -------------------------- | ---- | ------ | ---------------------- |
| Anna Bahn                  | ?    | KPD    |                        |
| Karl Wilhelm Bahn          | 1900 | KPD    |                        |
| Robert Bauerschmidt        | ?    | NSDAP  |                        |
| Erich Besser               | 1890 | KPD    |                        |
| Emil Brinkmann             | 1885 | SPD    |                        |
| Albert Brößke              | ?    | NSDAP  |                        |
| Karl Bückmann              | ?    | NSDAP  |                        |
| Johann Budnarowski         | 1881 | SPD    |                        |
| Heinrich Deist             | 1874 | SPD    |                        |
| Werner Eisenberg           | 1893 | DVP    |                        |
| Hermann Fischer            | 1884 | NSDAP  |                        |
| Gustav Franz               | ?    | KPD    |                        |
| Willy Friedrich            | ?    | DNVP   |                        |
| Otto Friemel               | 1896 | KPD    |                        |
| Max Günther                | 1871 | SPD    |                        |
| Albert Haase               | ?    | NSDAP  |                        |
| Paul Hofmann               | 1901 | NSDAP  |                        |
| Theodor Hofmann            | 1905 | NSDAP  |                        |
| Gustav Jeuthe              | 1876 | SPD    |                        |
| Hermann Kostitz            | 1873 | SPD    |                        |
| Walter Kraatz              | ?    | DNVP   | Namensvariation: Kraaz |
| Paul Krause                | 1894 | NSDAP  |                        |
| Adolf Krüger               | 1892 | SPD    |                        |
| Gustav Leidenroth          | 1885 | NSDAP  |                        |
| Wilhelm Friedrich Loeper   | 1883 | NSDAP  |                        |
| Wolfgang Nicolai           | ?    | NSDAP  |                        |
| Eugen Noack                | ?    | NSDAP  |                        |
| Max Ohland                 | 1879 | SPD    |                        |
| Richard Paulick            | 1876 | SPD    |                        |
| Heinrich Peus              | 1862 | SPD    |                        |
| Alfred Richter             | 1895 | NSDAP  |                        |
| Willy August Schüler       | ?    | NSDAP  |                        |
| Hermann Schwerdtfeger      | ?    | NSDAP  |                        |
| Ludwig Sinsel              | 1884 | SPD    |                        |
| Hugo Stolberg              | ?    | NSDAP  |                        |
| Wilhelm Voigt              | 1867 | SPD    |                        |
| Wilhelm Walter             | ?    | AHB    |                        |
| Ernst Weber                | 1877 | DStP   |                        |
| Karl Zweck von Zweckenburg | 1873 | DVP    |                        |